# Vickelsjön
Vickelsjön är en sjö i Norrtälje kommun i Uppland och ingår i Skeboåns huvudavrinningsområde.